# Geografia del Bahrein

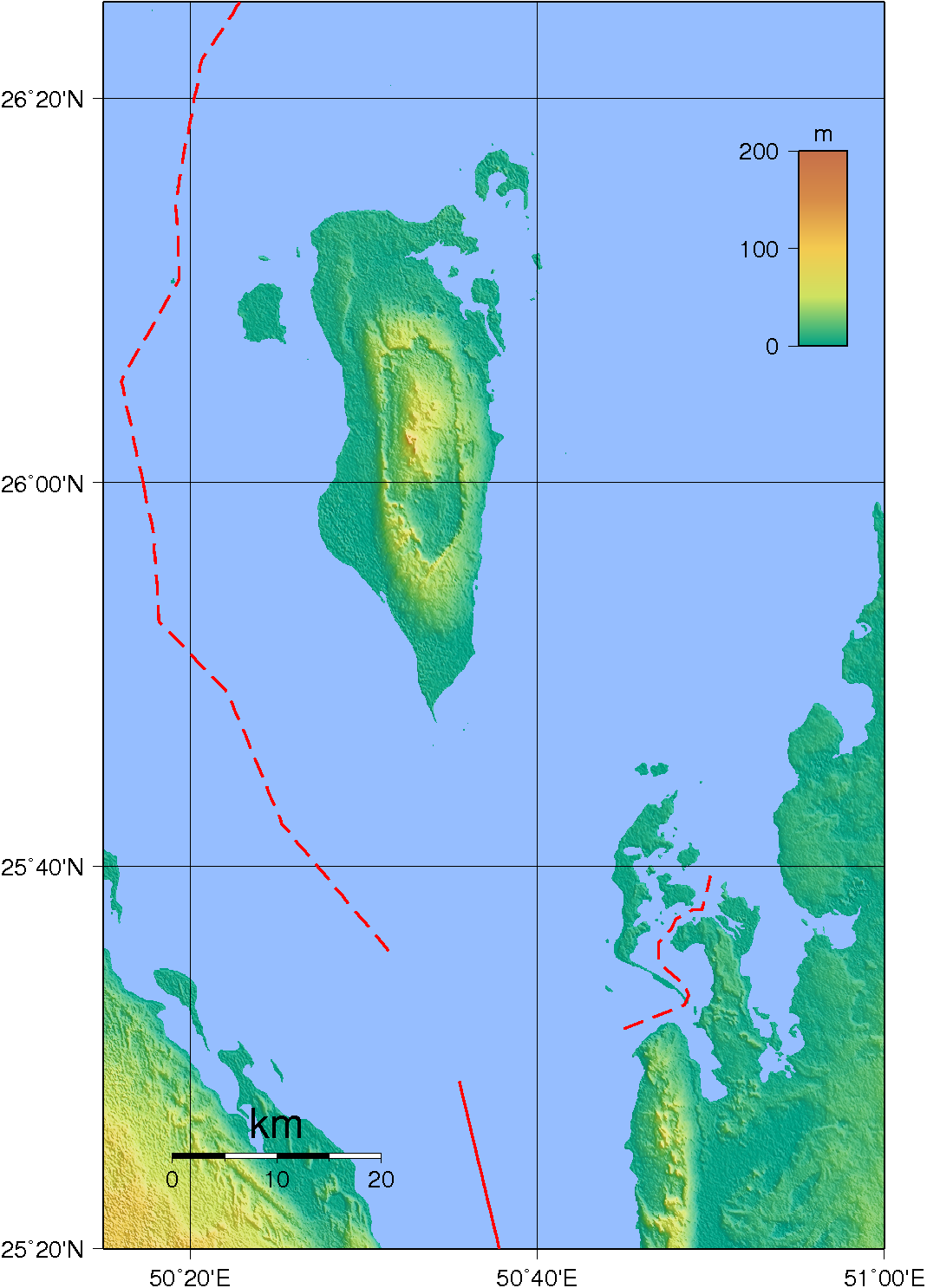
Mappa topografica del Bahrein.

Il Bahrein è una monarchia costituzionale situata su un gruppo di isole nel Golfo Persico. Ha una superficie totale di 665 km². È situato tra Arabia Saudita e la penisola del Qatar.

## Morfologia

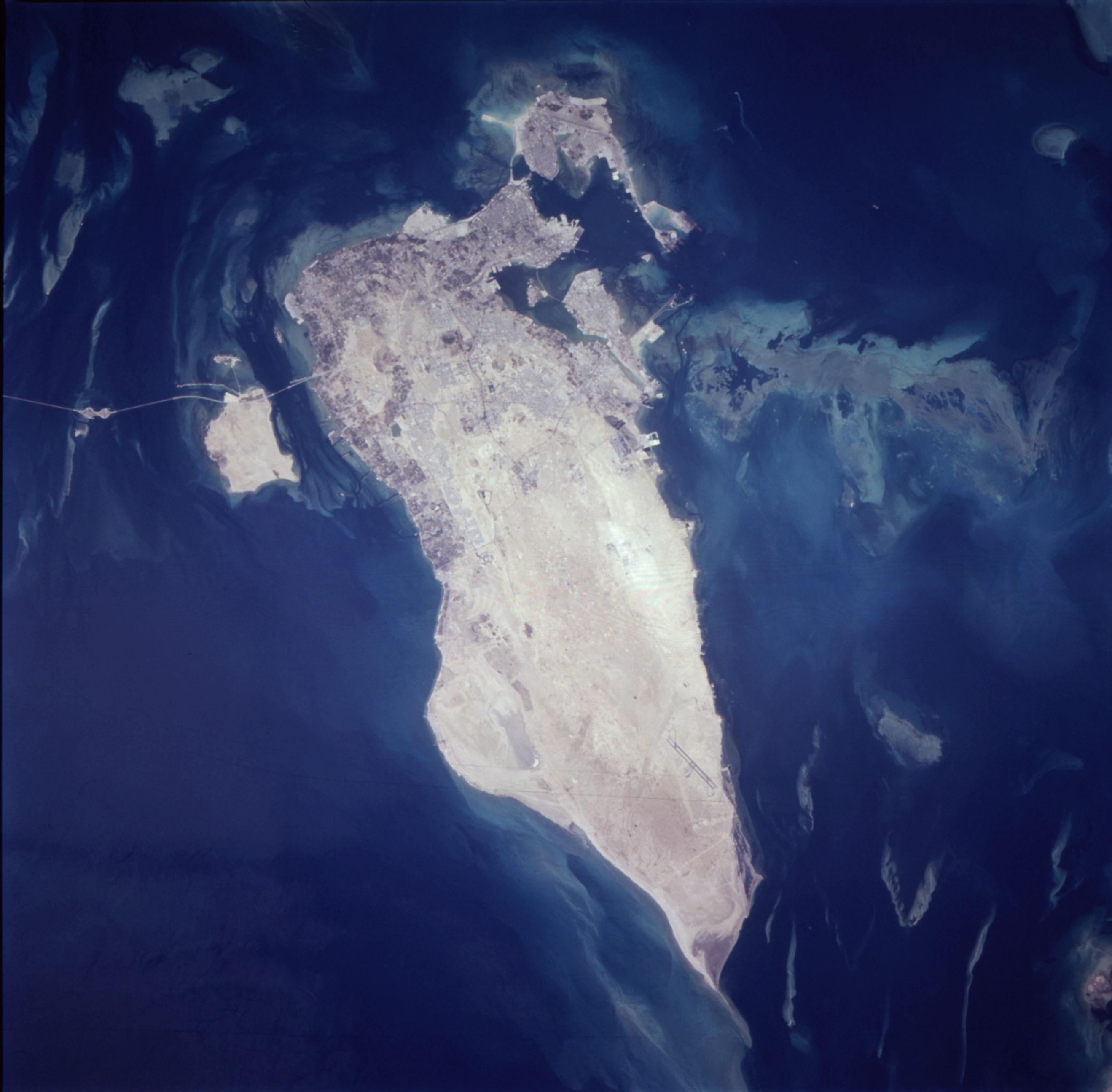
Il Bahrein dal satellite.

Il Bahrein è prevalentemente pianeggiante e con pochi rilievi, presenti solo sull'isola di Bahrein, la più grande dell'arcipelago di 33 isole che forma il piccolo Stato mediorientale. Il Bahrein ha 166 km di coste.
Il rilievo più alto dello Stato è il Jabal ad Dukhān (in arabo جبل الدخان), di appena 122 metri, situato nel Governatorato Meridionale.
Il territorio è per la gran parte desertico.

### Isole
Come già detto in precedenza, il Bahrein è formato da 33 isole. Le principali sono:
- Bahrein (in arabo جزيرة البحرين): la più grande dello Stato. Occupa 572 km², è popolata da 155 000 abitanti e la sua città principale è la capitale dello Stato, Manama.
- Arcipelago di Hawar (in arabo جزر حوار): gruppo di isole situato poco distante dalle coste del Qatar. Occupano 50,6 km² e sono abitate da 3 875 abitanti. Sono state oggetto di controversie tra Bahrein e Qatar. Nel 2002 sono state dichiarate Patrimonio dell'Umanità dall'UNESCO per via della flora e della fauna caratteristica del luogo;
- Isola di Muharraq (in arabo جزيرة المحرق): la terza isola del Bahrein, situata a nord est dell'isola di Bahrein. È popolata da circa 111 000 abitanti;

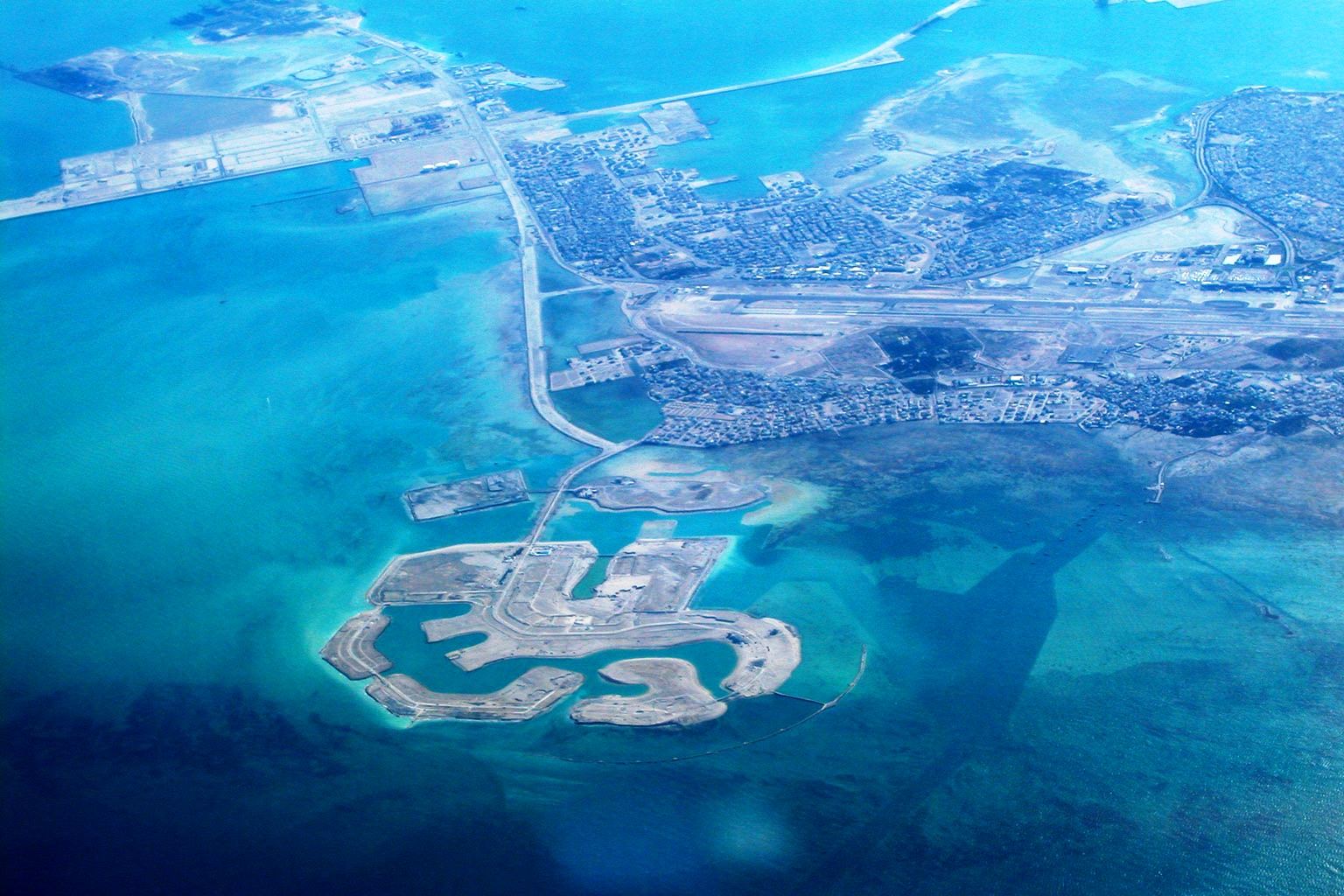
Le Isole Amwaj dall'alto.

- Umm an Nasan (in arabo ام النعسان): la quarta isola dello Stato e situata a ovest dell'isola di Bahrein. È proprietà privata del primo ministro Khalifa ibn Salman Al Khalifa;
- Isola di Sitra (in arabo سترة o سِتْرَة ): situata a est dell'isola di Bahrein, è ricca di gas naturale e petrolio;
- Halat Nuaim (in arabo حالة نعيم): isola situata poco distante dalle coste dell'isola di Muharraq;
- Halat Seltah (in arabo حالة السلطة): isola situata poco distante dalle coste dell'isola di Muharraq;
- Isola di Jidda (in arabo جزيرة جدة): un piccolo isolotto situato a nord dell'isola di Umm an Nasan. È proprietà del primo ministro Khalifa ibn Salman Al Khalifa;
- Nabih Saleh (in arabo النبيه صالح): isola situata nella Baia di Tubli, ad est dell'isola di Bahrein;
- Umm as Sabaan (in arabo ام الصبان): isola situata a ovest dell'isola di Bahrein. È proprietà privata dello sceicco Mohammed ibn Salman Al Khalifa;
- Isole Amwaj (in arabo جزر أمواج): complesso artificiale di isole a nord est di Muharraq;
- Durrat al-Bahrain: complesso artificiale di isole a sud est dell'isola di Bahrein.

## Idrografia

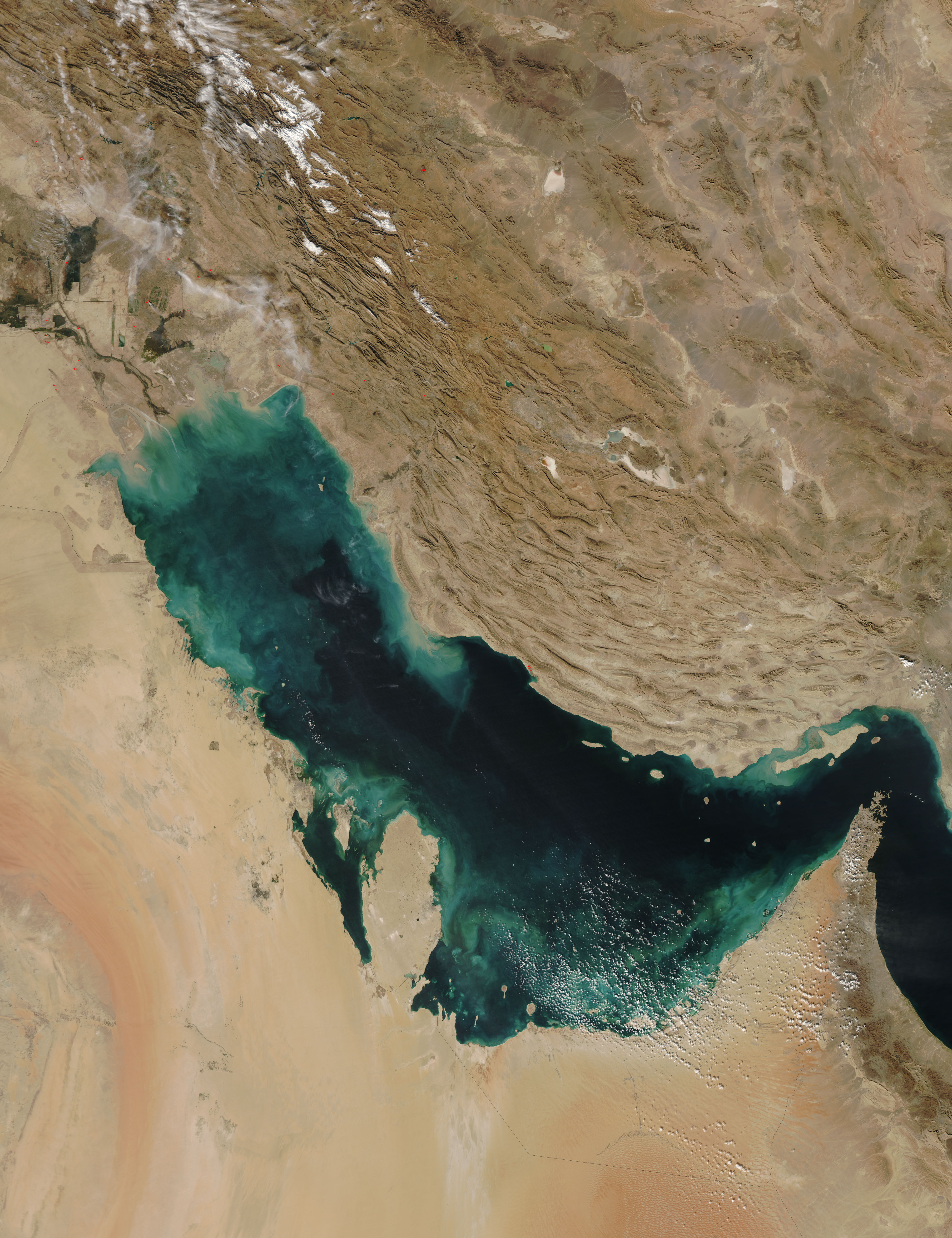
Il Golfo Persico dal satellite.

### Fiumi e laghi
Il Bahrein si affaccia sul Golfo del Bahrein, parte del Golfo Persico. Non sono presenti né laghi né fiumi di rilievo.
In alcune parti dello Stato sono presenti dei depositi di sale, chiamati Sabkha, resti di antichi laghi di acqua salata ormai scomparsi.

### Mari
Il Bahrein è bagnato a sud-ovest dal Golfo del Bahrein e a nord-est dal Golfo Persico. Tra l'isola di Bahrein e l'isola di Muharraq è presente la Baia di Khawr al Qulay'ah.

## Flora e fauna
L'interessante fauna del Bahrein comprende il riccio del deserto, la lepre del Capo, varie specie di gechi e la gazzella subgutturosa, a rischio di estinzione, che vive nella secca e torrida depressione centrale. Le Isole Hawar ospitano colonie stanziali di cormorani e fenicotteri, e in inverno vi fanno tappa numerosi uccelli migratori. La gazzella subgutturosa, il clemmide, il falco unicolore e il dugongo, pur essendo tutte specie a rischio, si possono avvistare, insieme a qualche branco di orici, nell'Al-Areen Wildlife Park & Reserve. I deserti del Bahrein possono sembrare luoghi desolati, ma sono ricchi di piante medicinali che vengono poi vendute nei vari suq del paese, da applicare sotto forma di impiastri o impacchi, secondo la ricca tradizione della medicina erboristica. Per curare il morbillo si usa la linfa dell'albero al-Liban o si inala l'incenso; per le infezioni della pelle sono indicati il sale di roccia o la corteccia del dawram; per l'itterizia si ricorre alla zuppa di agool, a base di rovi selvatici bolliti. Un'altra pianta utile, purtroppo a rischio di estinzione, è la mangrovia, le cui radici aeree costituiscono un habitat ricco di nutrienti per numerosi uccelli e molluschi. In Bahrein è anche presente un ecosistema unico al mondo che ruota intorno all'erba marina Halodule uninervis. Importante per il nutrimento del dugongo e di numerosi uccelli migratori, questa pianta è particolarmente resistente alle temperature estreme e all'elevata salinità.

### Parchi nazionali
Situato nel centro dell'Isola di Bahrein, l'Al-Areen Wildlife Park & Reserve fu istituito per preservare gli habitat naturali e sostenere i progetti di ricerca nel campo della protezione e dello sviluppo della flora e fauna locali. Come è accaduto nella maggior parte dei paesi del Golfo Persico, anche qui nel XX secolo la passione per la caccia ha privato quasi completamente il Bahrein del suo patrimonio naturale. Oggi, se non altro, chi visita Al-Areen può ancora avvistare alcuni esemplari della fauna indigena in buone condizioni di salute, come la gazzella e l'otarda (un grande uccello dalle abitudini terricole). Il parco, inoltre, fornisce un habitat naturale ad alcune specie originarie della Penisola Arabica, tra cui l'orice, a rischio di estinzione. Oltre ad Al-Areen, in Bahrein ci sono altre due aree protette: le mangrovie di Ras Sanad (Tubli Bay) e le Isole Hawar. Tuttavia, poiché a Ras Sanad è in corso la costruzione di un grande centro residenziale e nelle Hawar si effettuano continue esplorazioni petrolifere, è difficile capire che cosa si intenda davvero per «protezione».

### Tutela dell'ambiente
Il Bahrein ha compiuto un notevole sforzo per incentivare la tutela dell'ambiente; i progetti di riqualificazione urbana hanno inoltre portato un tocco di verde nella giungla d'asfalto della capitale. Questi cambiamenti, tuttavia, sono per lo più di facciata, e le principali minacce per l'ambiente restano invariate: lo sviluppo edilizio incontrollato, la continua domanda di terre edificabili, il numero spropositato di automobili (circa 200 per chilometro quadrato), l'industrializzazione dilagante e l'inquinamento del Golfo Persico causato dalle fuoriuscite di petrolio e dall'acidificazione degli oceani. Inoltre, finora è stato fatto ben poco per ridurre le emissioni dell'industria pesante come quelle dell'impianto per la fusione dell'alluminio nella parte orientale dell'Isola di Bahrein. Nel periodo di stallo durante la disputa tra Bahrein e Qatar sul possesso delle Hawar, la fauna (che comprende dugonghi, tartarughe e molte specie di uccelli migratori) conobbe un momento di pace. Tuttavia, non appena la contesa territoriale fu risolta, il Bahrein inviò le compagnie petrolifere internazionali a effettuare trivellazioni nella zona per cercare il petrolio. L'impatto di queste operazioni sull'ambiente è oggi al centro di un acceso dibattito.

## Clima

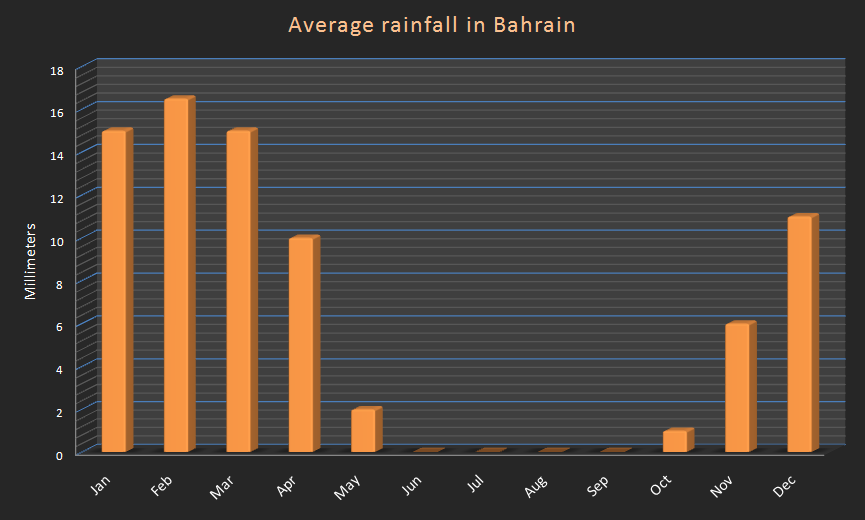
Tabella delle precipitazioni annue in Bahrein: i mesi con più precipitazioni sono quelli invernali.

Il clima del Bahrein è subtropicale arido. Le estati sono calde e secche, e in alcuni casi si oltrepassano i 50 °C, gli inverni caldi. Le piogge sono scarsissime e sul territorio del Bahrein cadono meno di 70 mm di pioggia all'anno, con un massimo registrato di 71,8 mm.
I Monti Zagros, attraverso il Golfo Persico, portano correnti di vento dirette verso il Bahrein. Venti nord-occidentali provenienti dall'Iraq e dall'Arabia Saudita trasportano polvere e sabbia, causando scarsa e ridotta visibilità nei mesi di giugno e luglio.

## Ordinamento dello Stato

I governatorati del Bahrein:
1. Governatorato della Capitale, 2. Governatorato Centrale, 3. Governatorato di Muharraq, 4. Governatorato Settentrionale e 5. Governatorato Meridionale.

Il Bahrein è una monarchia costituzionale guidata da un re e governata da un Primo Ministro. Esistono due camere, una eletta a suffragio universale (Majlis al-nuwāb) e l'altra nominata dal re (Majlis al-shura), che approvano o respingono leggi.
Il Bahrein è suddiviso in cinque governatorati (muḥāfaẓa):
- Governatorato della Capitale, con capoluogo Manama, la capitale dello Stato. È il più piccolo governatorato dello Stato ma è il più importante e popolato;
- Governatorato Centrale, con capoluogo Al Mintaqah al Wusta;
- Governatorato di Muharraq, con capoluogo Al Muharraq;
- Governatorato Settentrionale, con capoluogo Al Mintaqah al Gharbiyah;
- Governatorato Meridionale, con capoluogo Shaikh Abdullah Bin Rashid Al Khalifa. Occupa il 66% del territorio nazionale e comprende anche l'arcipelago vicino alla Penisola del Qatar.

Governatorato della Capitale
Governatorato Centrale
Governatorato di Muharraq
Governatorato Settentrionale
Governatorato Meridionale

### Municipalità
Prima del 2 luglio 2002, il Bahrein era diviso in 12 municipalità, governate direttamente da Manama, sostituite da 5 governatorati:
| Mappa | Municipalità |
| --- | ------------ |
| |              |
| 1. Al Hidd: Municipalità situata sull'isola di Muharraq. Ha 13 400 abitanti.                                                                                           |              |
| 2. Manama: È la municipalità dove ha sede la capitale dello Stato. Ha 154 700 abitanti.                                                                                |              |
| 3. Regione Occidentale: Municipalità situata sulla costa ovest dell'isola di Bahrein. Ha 14 800 abitanti.                                                              |              |
| 4. Regione Centrale: Municipalità nel nord est dell'isola di Bahrein. Ha 57 000 abitanti.                                                                              |              |
| 5. Regione Settentrionale: Municipalità situata nel nord ovest dell'isola di Bahrein. Ha 33 200 abitanti.                                                              |              |
| 6. Al Muharraq: Municipalità situata sull'isola di Muharraq. Ha 98 800 abitanti.                                                                                       |              |
| 7. Riffa e Regione Meridionale: Municipalità situata sulla costa est dell'isola di Bahrein. Ha 111 000 abitanti                                                        |              |
| 8. Jidd Haffs: Municipalità situata nel nord dell'isola di Bahrein. Ha 32 600 abitanti.                                                                                |              |
| 9. Madinat Hamad: Municipalità situata sulla costa ovest dell'isola di Bahrein. Ha 166 824 abitanti.                                                                   |              |
| 10. Madinat 'Isa: Municipalità situata nel nord dell'isola di Bahrein e l'unica a non avere sbocchi sul mare. Ha 38 000 abitanti.                                      |              |
| 11. Arcipelago di Hawar: Municipalità situata sull'arcipelago omonimo, situato a sud est dell'isola di Bahrein e molto vicino alle coste del Qatar. Ha 3 875 abitanti. |              |
| 12. Sitrah: Municipalità situata sulla costa est dell'isola di Bahrein. Ha 42 000 abitanti.                                                                            |              |

## Popolazione e demografia

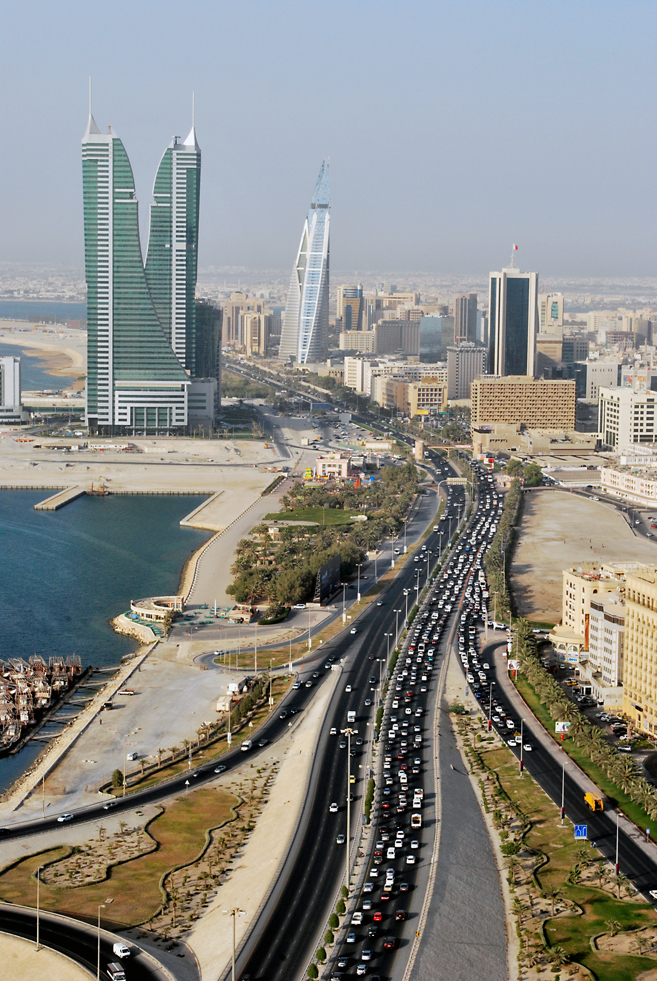
La capitale del Bahrein Manama

Tabella che mostra l'incremento della popolazione dal 1960 al 2010, in migliaia

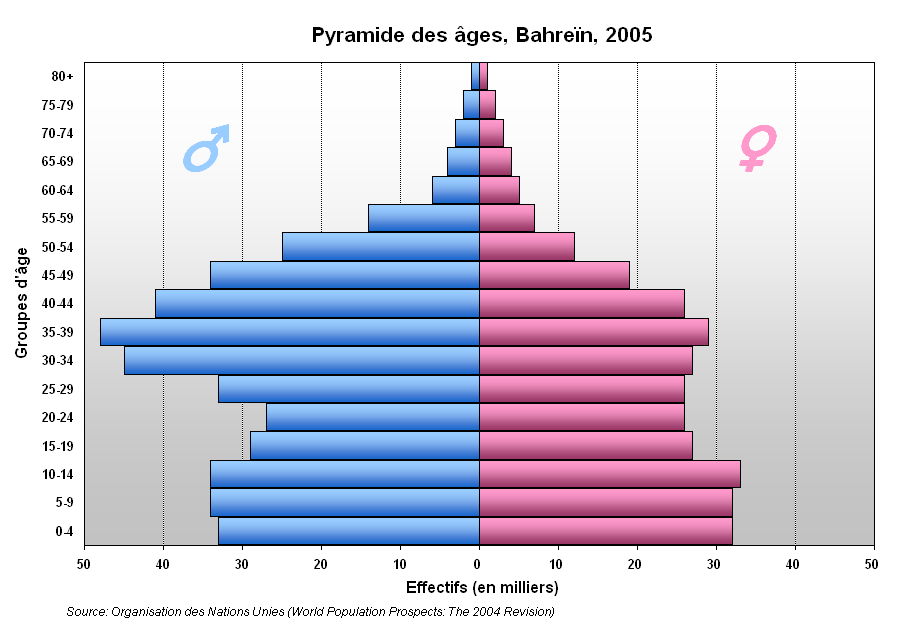
La piramide dei sessi del Bahrein

Il Bahrein è abitato da 1 234 596 abitanti nel 2010. La densità di abitanti per chilometro quadrato è di 1 857 ab./km² e il 92,5% della popolazione vive in aree urbane, il che rende il piccolo regno persico uno tra i più fortemente urbanizzati della regione.

### Città principali
Le città del Bahrein che superano i 100 000 abitanti sono:
1. Madinat Hamad con 166 824 abitanti;
2. Manama con 157 474 abitanti;
3. Riffa con 121 566 abitanti;
4. Al Muharraq con 109 695 abitanti.

### Etnie, lingue e religioni

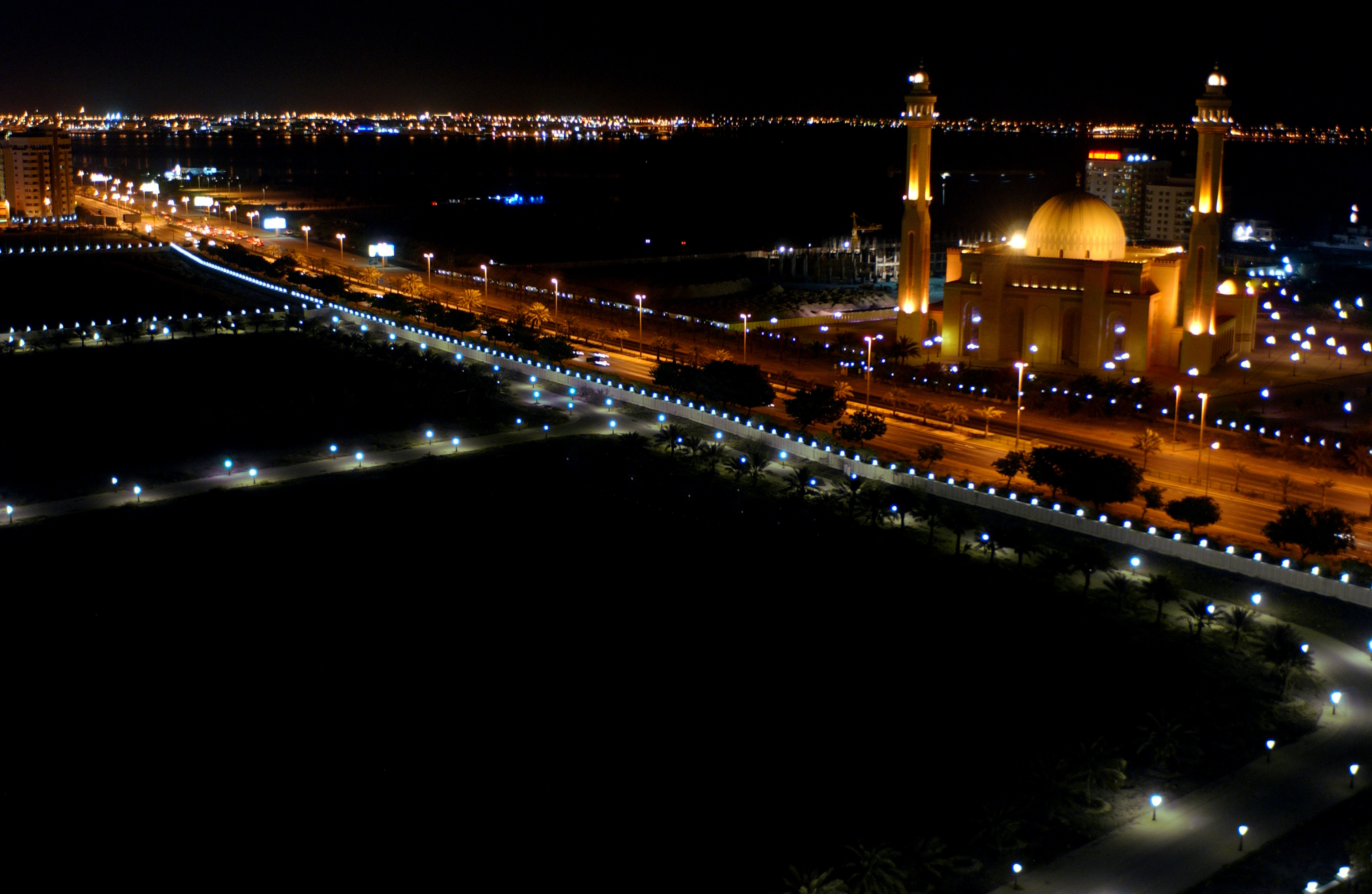
La Grande moschea Al-Fateh a Manama

Il 60% della popolazione del Bahrein è composta dall'etnia dei Bahreiniti, mentre il restante 40% da immigrati provenienti soprattutto dall'India e dal sud-est asiatico.
La lingua ufficiale dello Stato è l'arabo, ma a causa degli immigrati si parlano anche l'hindi, l'urdu e il tagalog. Inoltre, l'inglese è molto diffuso per via dei rapporti commerciali ed è insegnato a scuola. Gli abitanti locali parlano anche un dialetto persiano influenzato dalla lingua araba.
La religione ufficiale e la più praticata del Bahrein è l'Islam, sia sciita che sunnita, con l'80% della popolazione. I musulmani sciiti costituiscono oltre il 70%, il che rende il Bahrein uno dei pochi stati con la maggioranza dei musulmani sciita. Inoltre sono presenti cristiani, sia cattolici che protestanti, ebrei e credenti in altre religioni.